# Arbeitsgemeinschaft (Wirtschaft)
Eine Arbeitsgemeinschaft (oft als Arge, im Baugewerbe häufig ARGE abgekürzt) ist ein Zusammenschluss mehrerer rechtlich und wirtschaftlich selbständiger Unternehmen zur gemeinsamen Ausführung eines Projekts.
Arbeitsgemeinschaften sind am häufigsten im Baugewerbe zu finden, aber nicht auf diesen Bereich beschränkt. Den in dieser Branche tätigen Unternehmen obliegt oft die Gesamterstellung eines (Bau-)Vorhabens. Dabei kann das Auftragsvolumen und/oder die Vielfalt der Arbeiten eine Größe erreichen, die von einem einzelnen Unternehmen nicht wirtschaftlich sinnvoll zu bewältigen sind oder bei der der Auftraggeber eine Verteilung des Risikos auf mehrere Unternehmen wünscht.

## Typen von Arbeitsgemeinschaften

### Nach der Zusammensetzung der Gesellschafter

#### Horizontale Arbeitsgemeinschaft
Es schließen sich mehrere Unternehmen aus demselben Tätigkeitsbereich zusammen, z. B. bilden mehrere Tiefbaufirmen eine Arbeitsgemeinschaft für einen großen Straßenbau.
Im Baugewerbe wird eine Arge in der Regel auf der Basis des Muster-Arbeitsgemeinschaftsvertrages abgeschlossen, der vom Hauptverband der Deutschen Bauindustrie und vom Zentralverband Deutsches Baugewerbe herausgegeben wird. Das vor Jahrzehnten eingeführte Vertragswerk wird in einem umfangreichen Kommentar detailliert erläutert.

#### Vertikale Arbeitsgemeinschaft
Es schließen sich mehrere Unternehmen aus unterschiedlichen Tätigkeitsbereichen zusammen, z. B. bilden eine Tiefbaufirma, ein Hochbauunternehmen, eine Haustechnikfirma und ein Ausbauunternehmen eine Arbeitsgemeinschaft, um ein Gebäude schlüsselfertig zu errichten.

### Nach der Organisation der Arbeitsgemeinschaft

#### Echte Arbeitsgemeinschaft
Die Leistungserbringung erfolgt direkt durch die Arbeitsgemeinschaft. Die Gesellschafter bringen dazu anteilig Arbeitskräfte, Geräte und Kapital in die Arbeitsgemeinschaft ein. Die Arbeitsgemeinschaft selbst stellt benötigtes weiteres Personal ein und beschafft weiteres Gerät und das Baumaterial. Sie schließt selbst alle Subunternehmerverträge. Erworbene Gegenstände werden Gesamthandseigentum aller Partner. Sie finanziert sich mit den Beiträgen ihrer Partner und den Abschlagszahlungen des Kunden. Sie führt eine eigene Buchhaltung. Die Partner erhalten Zahlungen nur in dem Maße, wie die Partner Ausschüttungen beschließen.

#### Unechte Arbeitsgemeinschaft oder Dach-Arbeitsgemeinschaft
Bei der Dach-Arbeitsgemeinschaft wird der Auftrag an die Arbeitsgemeinschaft in einzelne Leistungsbereiche (Lose) aufgeteilt. Diese werden dann von der Arbeitsgemeinschaft an ihre Mitglieder im Rahmen von Subunternehmerverträgen weitergegeben.

### Nach dem Außenauftritt der Arbeitsgemeinschaft

#### Außengesellschaft
Im Regelfall ist die Arbeitsgemeinschaft eine Außengesellschaft, da sie selbst in Vertragsbeziehung zum externen Auftraggeber und zu externen Auftragnehmern tritt. Für öffentliche Aufträge regeln die einschlägigen Vorschriften in Deutschland und Österreich ausdrücklich, dass die Arbeitsgemeinschaft als Auftragnehmer auftritt.

#### Innengesellschaft
Bei privaten Aufträgen kann die Arbeitsgemeinschaft auch als reine Innengesellschaft auftreten, wenn nach außen nur die Gesellschafter auftreten.

## Rechtliche Behandlung
Gesellschaftsrechtlich handelt es sich bei einer Arbeitsgemeinschaft um eine Gesellschaft bürgerlichen Rechts.

## Steuerliche Behandlung

### Ertragsteuern
Mitglieder einer Arbeitsgemeinschaft bleiben ertragsteuerlich unabhängig, sofern deren alleiniger Zweck in der Erfüllung eines einzigen Werkvertrages oder Werklieferungsvertrages besteht (§ 180 Abs. 4 AO, § 2a GewStG).
In anderen Fällen werden für die Arbeitsgemeinschaft als Personengesellschaft die Einkünfte der Gesellschafter einheitlich und gesondert festgestellt. Die Einkünfte sind dann anteilig bei der Ermittlung des steuerpflichtigen Einkommens bei den Gesellschaftern zu berücksichtigen. Die Arbeitsgemeinschaft selbst ist dann gewerbesteuerpflichtig.

### Umsatzsteuer
Tritt die Arbeitsgemeinschaft nach außen auf, ist sie Unternehmerin im Sinne des Umsatzsteuerrechts.
Überlassen die Gesellschafter einer Arbeitsgemeinschaft des Baugewerbes der Arbeitsgemeinschaft gegen Entgelt für die Ausführung des Bauauftrags Baugeräte (Gerätevorhaltung), erbringen die Gesellschafter umsatzsteuerbare und -pflichtige Leistungen. Das Entgelt kann auch in einer aufgrund der Geräteüberlassung erhöhten Beteiligung am Ergebnis der Arbeitsgemeinschaft liegen oder wenn zwischen den Gesellschaftern ein Spitzenausgleich vereinbart ist.
Werden die Geräte unentgeltlich der Arbeitsgemeinschaft überlassen, liegt mangels Leistungsaustausch ein nicht umsatzsteuerbarer Gesellschafterbeitrag vor.